# Duftender Schneckenfaden

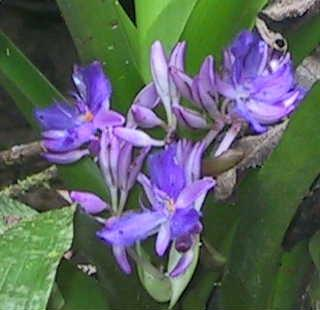
Cochliostema odoratissimum, Blüten der atlantischen Variante

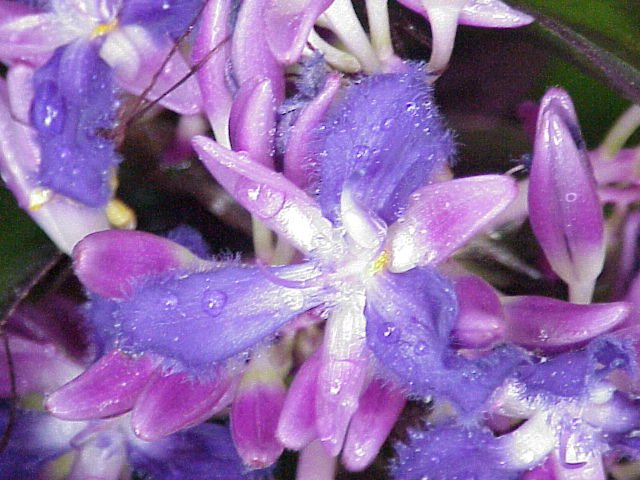
Cochliosperma velutinum

Der Duftende Schneckenfaden (Cochliostema odoratissimum) ist eine von zwei Pflanzenarten der Gattung Schneckenfaden (Cochliostema), die zur Familie der Commelinagewächse (Commelinaceae) gehört.  

## Beschreibung
Der Duftende Schneckenfaden ist eine große, immergrüne mehrjährige krautige Pflanze, die im Habitus stark an Trichterbromelien erinnert. Sie ist ein Epiphyt. Die Blätter stehen rosettig zusammen. Die parallelnervigen Laubblätter werden bis zu 15 cm breit und etwa 1 m lang. 
Die kompliziert zusammengesetzten Blütenstände sind blattachselständig. Es sind auffällige Hochblätter vorhanden. Die intensiv duftenden, zwittrigen, zygomorphen Blüten sind dreizählig und sind mit einem Durchmesser von 4,5 bis 5 cm die größten in der Familie. Die freien Blütenhüllblätter sind nicht gleich gestaltet, es gibt Kelch und Krone. Die blauvioletten Kronblätter sind kurz genagelt und lang gefranst. Die sechs Staubblätter sind spiralig (daher der Name!), nur drei sind fertil. Die drei fertilen Staubblätter stehen auf einer Seite der Blüte und sind an ihren Staubfäden miteinander verbunden, die Staubfäden sind vergrößert und bilden eine Haube um die spiralig verdrehten Staubbeutel. Die drei Fruchtblätter sind zu einem Fruchtknoten verwachsen. Die Narbe ist dreilappig.
Die lange Blütezeit reicht von Januar bis April und wieder von Juni bis Oktober.

## Vorkommen
Die Heimat ist Costa Rica, Nicaragua, Panama, Kolumbien und Ecuador. Die Art gedeiht hauptsächlich im Atlantischen Primärwald. Auf der Halbinsel Osa (Costa Rica, Pazifikseite) gibt es noch vereinzelte Exemplare mit eher weißen Blüten. Die leuchtend blauen Blüten findet man ausschließlich in den atlantischen Bereichen.

## Verwandte Arten
Es gibt in der Gattung Cochliostema zwei Arten:
- Cochliostema odoratissimum Lem.
- Cochliostema velutinum Read: Sie kommt nur in Kolumbien vor.[1]

## Namenserklärung
Der botanische Name Cochliostema leitet sich aus dem Griechischen kochlías für Schnecke und stema für Staubblatt ab; odoratissimum bedeutet stark wohlriechend.